# St-Rémy (Baccarat)

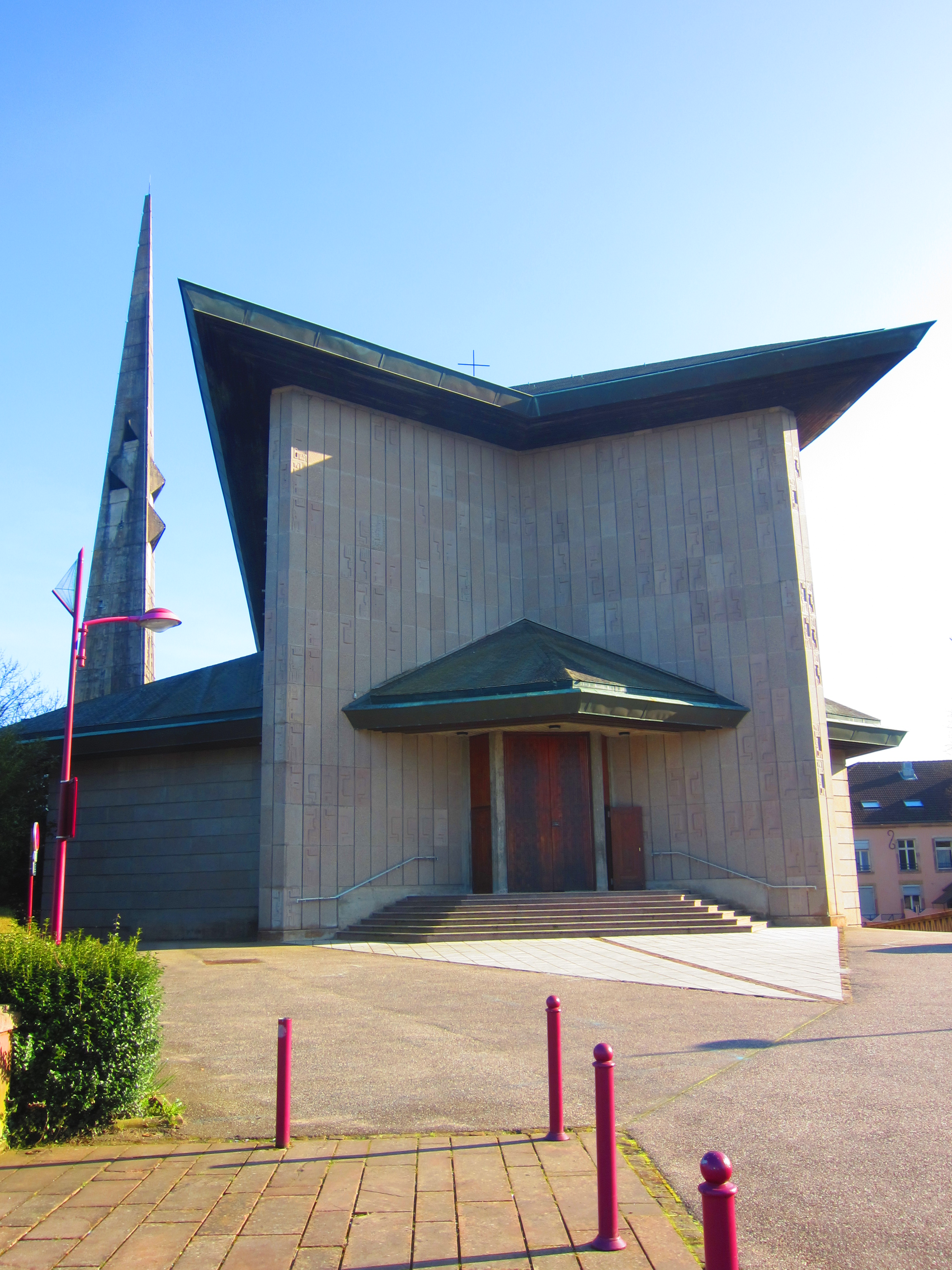
Kirche Saint Remy, 2014

St-Rémy in der südlothringischen Stadt Baccarat ist eine in der Nachkriegszeit erbaute römisch-katholische Kirche. Die Kirche ist seit 2013 als Monument historique klassifiziert.

## Kirche
Nach der Zerstörung der Kirche von Baccarat durch einen alliierten Bombenangriff im Jahr 1944 wurde unter Leitung des griechischstämmigen Architekten Nicolas Kazis, eines Schülers von Auguste Perret, von 1954 bis 1957 eine neue moderne Kirche am Ufer der Meurthe realisiert. Die Kirche ist ein markantes Beispiel für Sakralbauten der «Trentes Glorieuses» (der glorreichen Nachkriegsjahre) und als Baudenkmal klassifiziert. 
Die Kirche ist geprägt durch die Verwendung von gleichseitigen Dreiecksformen und den drei Materialien Stahlbeton, Kristallglas aus Baccarat und Holz, womit baulich an die heilige Dreifaltigkeit erinnert wird. Die Kristallfenster im Kirchenschiff zeigen abstrakte Motive, die die Genesis darstellen. Die abstrakten Glasfenster auf beiden Seiten des Chors stellen die zwölf Apostel dar und die Labyrinthe auf dem Boden und an den Wänden erinnern an den Weg Christi nach Golgatha.

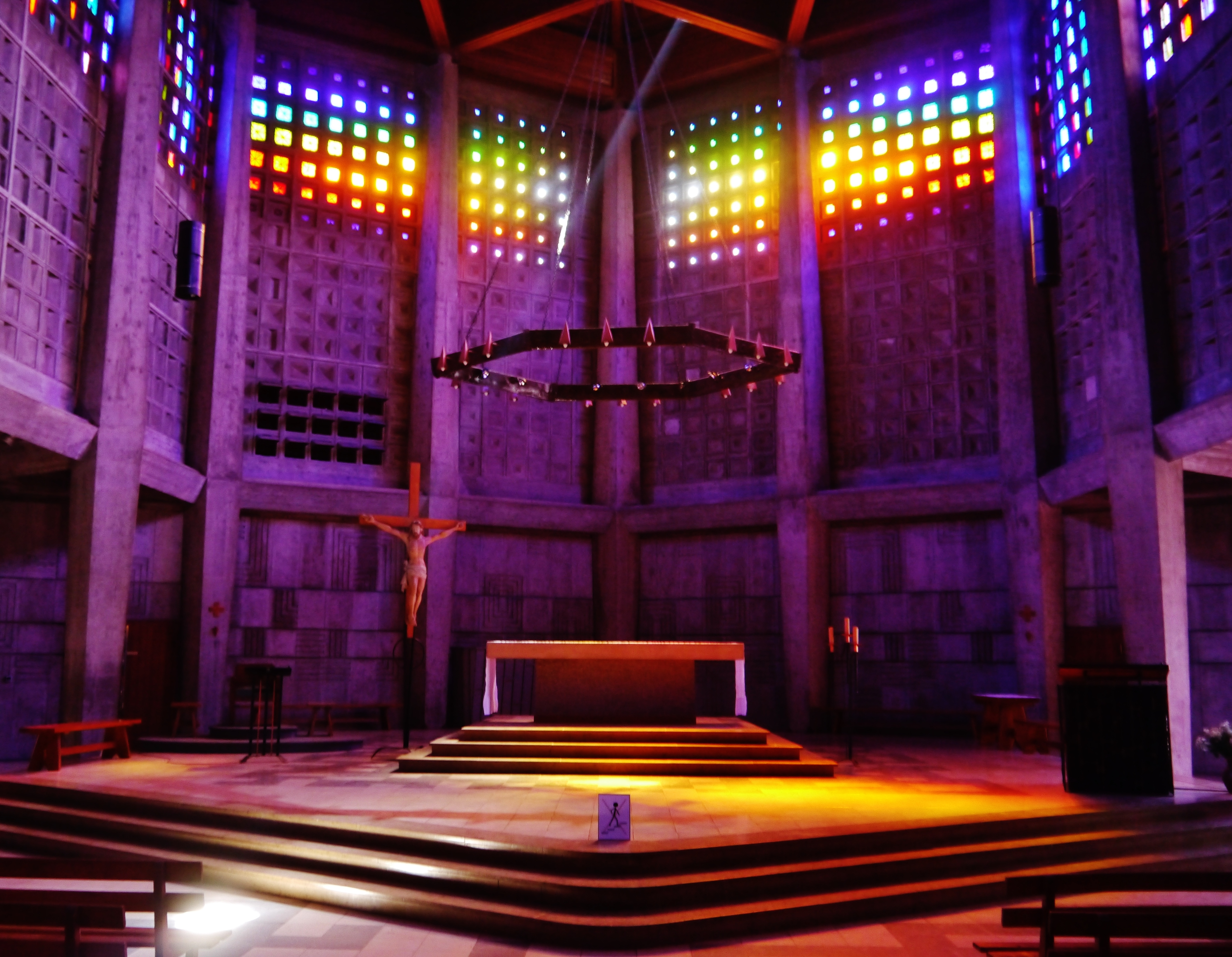
Altarraum
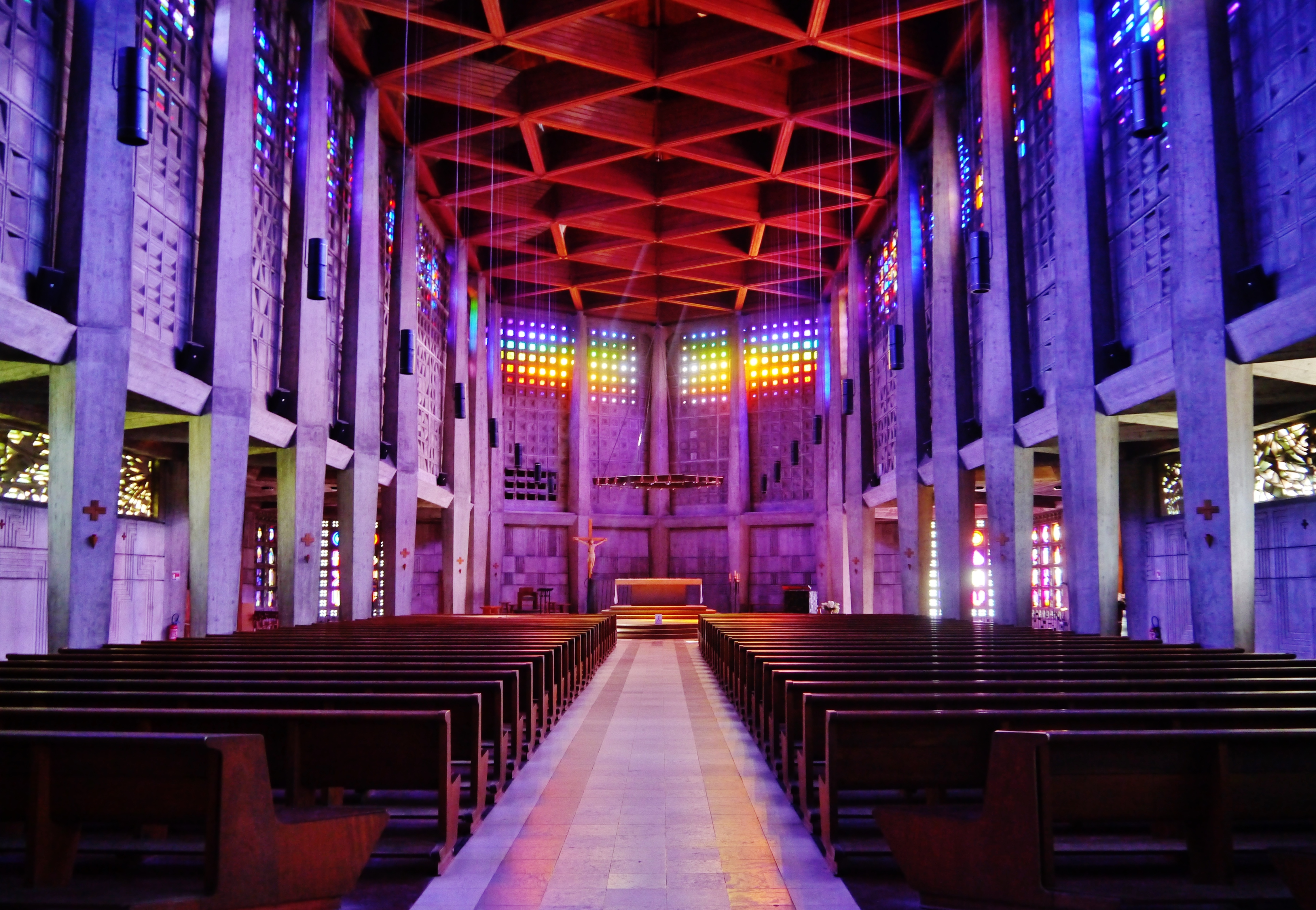
Kirchenschiff
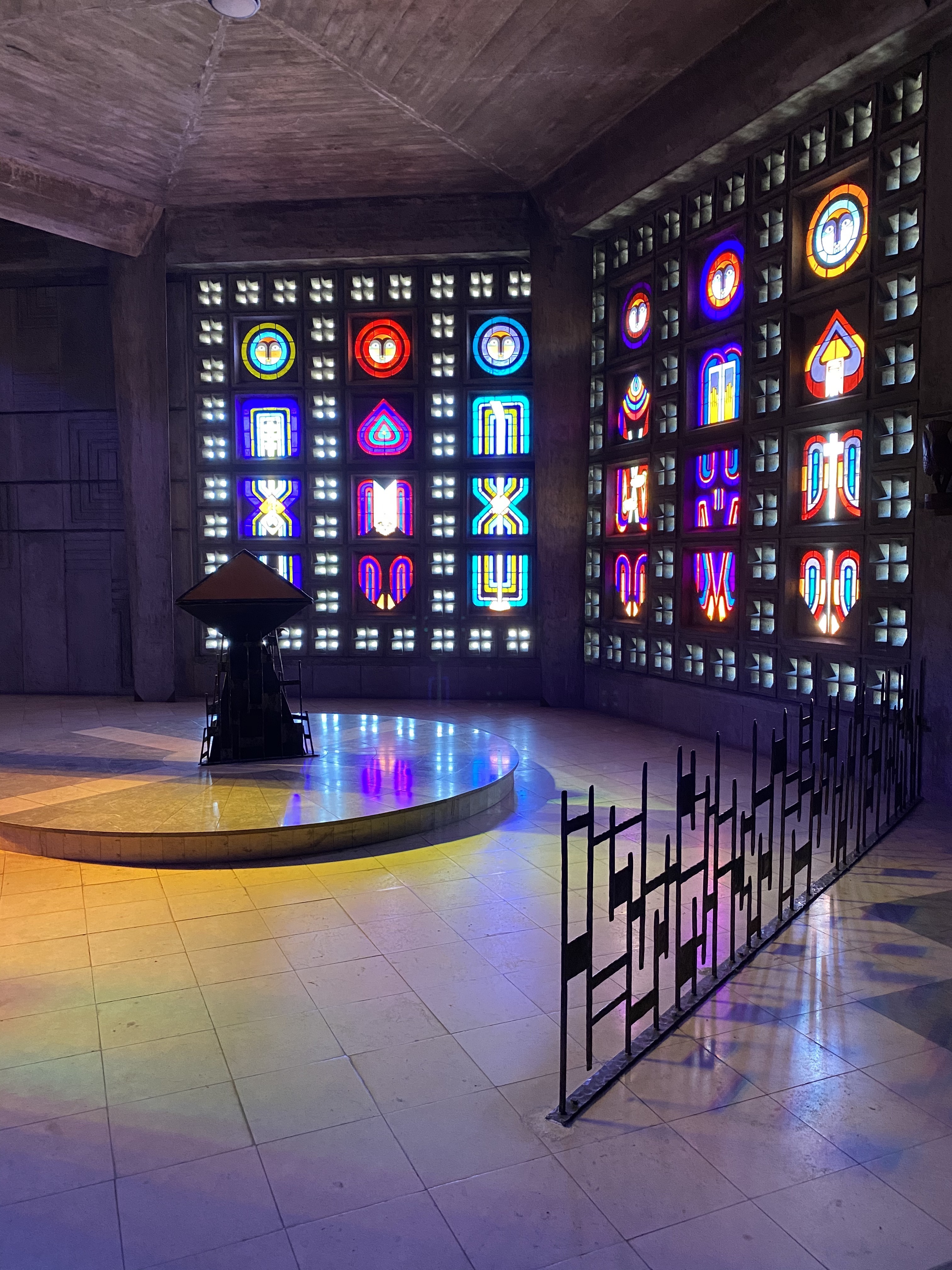
Fenster und Taufbecken
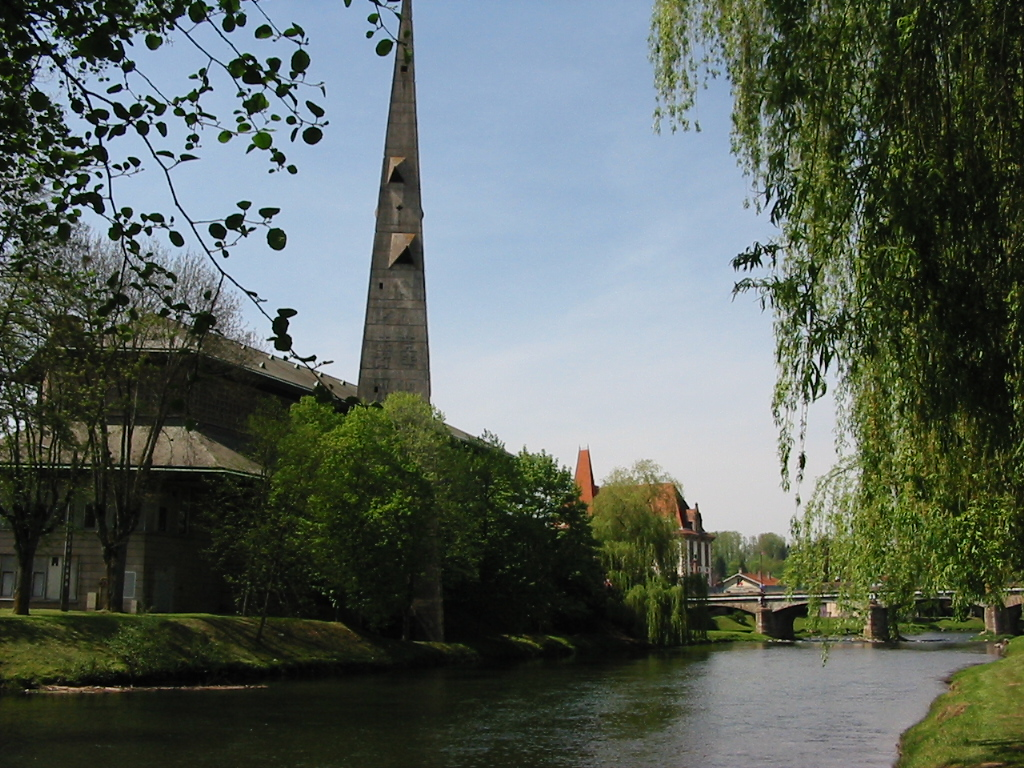
Ansicht vom Flussufer